# Gaziemir

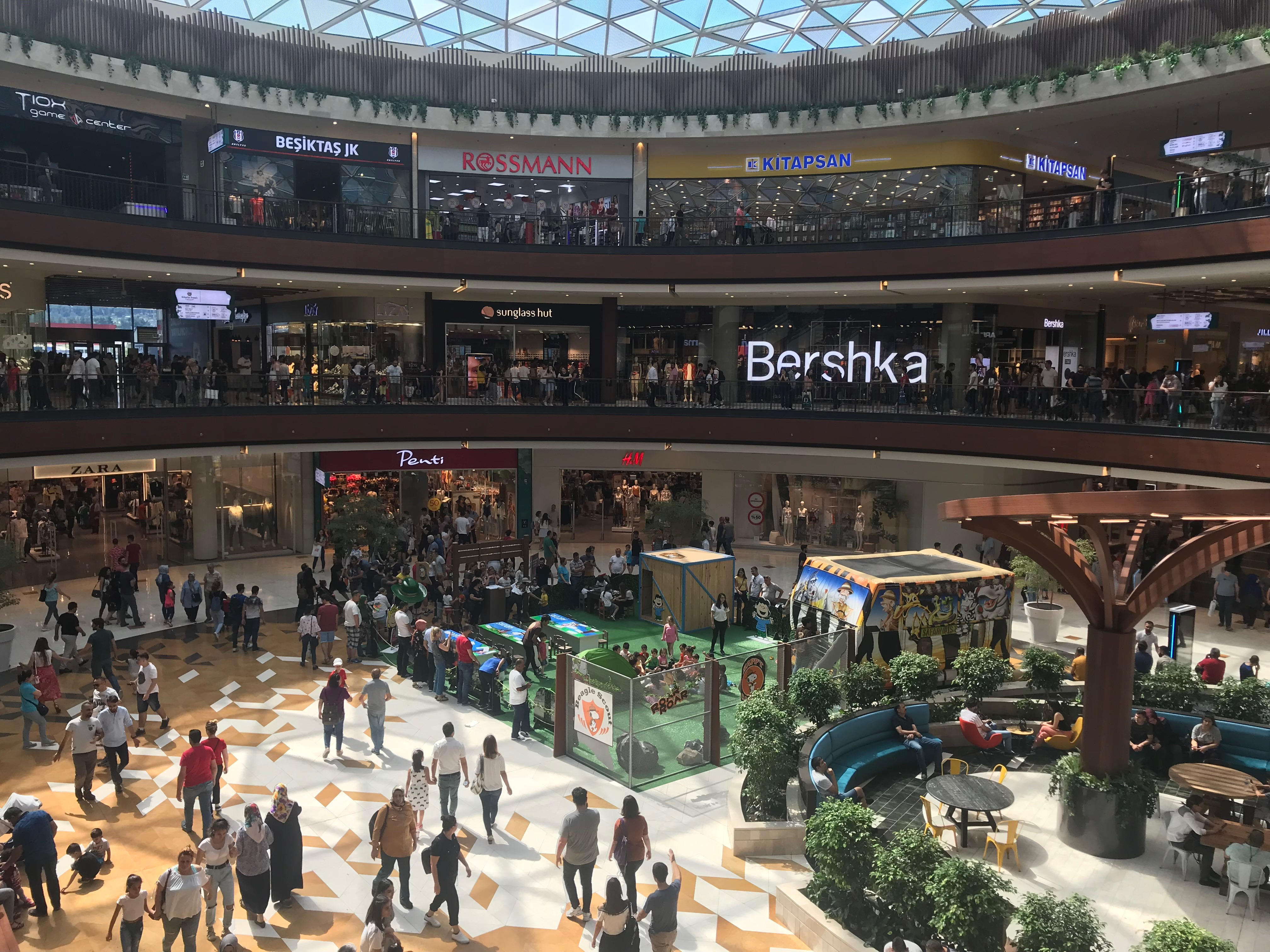
Ein Blick auf das Innere von İzmir Optimum in Gaziemir, İzmir

Gaziemir ist eine Stadtgemeinde (Belediye) im gleichnamigen Ilçe (Landkreis) der Provinz Izmir in der türkischen Ägäisregion und gleichzeitig ein Stadtbezirk der 1984 gebildeten Büyükşehir belediyesi İzmir (Großstadtgemeinde/Metropolprovinz).

## Geografie
Der Kreis liegt im Süden des Zentrums (Konak) von Izmir. Gaziemir liegt auf dem Weg zum Adnan-Menderes-Flughafen, zum Industriepark und zum Hafen der Stadt. Es grenzt im Westen an Karabağlar, im Norden und Osten an Buca und im Süden an Menderes. Seit der Gebietsreform ab 2013 ist die Gemeinde flächen- und einwohnermäßig identisch mit dem Landkreis.

## Verwaltung
Ebenso wie die Kreise Balçova, Çiğlir und Narlıdere entstand der Kreis Gaziemi durch das Gesetz Nr. 3806 im Jahr 1992.
Die 26 Mahalle der Stadt bzw. des Kreises wurden im Zuge der Verwaltungsreform ab 2013 zu einem Stadtbezirk zusammengefasst und dem Oberbürgermeister der Büyükşehir belediyesi unterstellt. Durchschnittlich wohnten Ende 2020 7.867 Menschen in jedem Mahalle, die meisten davon in
- Ataşehir Mah. (27.051)
- Küçük Çiğli Mah. (20.510)
- Balatçık Mah. (14.801)
- Evka-5 Mah. (13.129)
- Atatürk Mah. (12.178)
- Yeni Mahalle Mah. (11.770 Einw.)

Bevölkerungsmäßig belegt Gaziemir den zehnten Platz der Kreise/Stadtbezirke innerhalb der Provinz, bei der Bevölkerungsdichte ist es zwei Positionen besser. Immerhin ist die Dichte mehr als fünfmal so hoch wie der Provinzwert (von 370 Einw. je km²).

## Geschichte
Gaziemir wurde das erste Mal im 14. Jahrhundert von Gazi Umur Bey in Verbindung mit Aydın und den Yörük-Klans von Konya erwähnt. Die Entwicklung der Stadt kann durch die Jahrhunderte mittels der regelmäßigen Hinweise der Osmanen gut verfolgt werden. Seit dem 17. Jahrhundert bis heute exportierte es Oliven, Feigen, Baumwolle und Rosinen. Das Klima gilt als vorzüglich.
1702 wurde der englische Konsul der Levant Company, William Sherard, in Seydiköy ansässig und legte einen botanischen Garten an, der „jede Art interessanter Pflanzen“ enthielt. Der schwedische Naturgeschichtler Fredrik Hasselquist, ein Schüler von Linnaeus, der 1749 Smyrna besuchte, berichtet, dass der Garten, neben einem entzückenden Sommerhaus, alle lokalen Pflanzen enthielt. Das Haus wurde 1968 für den Bau der Cengiz-Han-Grundschule abgerissen. 1978 war die Mauer des etwa 3,8 ha großen Gartens noch erhalten, die Fläche aber mit Tabak und Ölbäumen bepflanzt.
Die griechische Bevölkerung, bis dahin die Bevölkerungsmehrheit der Stadt, wurde nach dem Griechisch-Türkischen Krieg (1919–1922) vertrieben und durch türkische Flüchtlinge aus der Kavala-Region in Griechenland und vor allem aus Bulgarien (pomakische Nachfahren der Rhodopen Republik Tamrasch/Tımraş) ersetzt. Die Bürgermeister von Seydiköy, Abdullah Arda, Hasan Selim Gürsel, Mehmet Peker, Ramiz Meriç, Rafet enbaydur, Halil Tan zwischen 1926 und 1950, sowie der 2009 gewählte Halil İbrahim Şenol haben alle Vorfahren aus Tımraş.
Seydiköy wurde 1926 zu einer Gemeinde (Belediye) erhoben und in Gaziemir umbenannt, nach dem Gründer, dem Gazi Umur Bey.

## Wirtschaft und Infrastruktur
Gaziemir ist heute einer der am meisten industrialisierten Bezirke Izmirs. Der Ort ist voll von Hochhäusern, modernen Gebäuden und vielen Einkaufszentren (Migros, Metro, Kipa etc.). Vor allem wird mit Haus- und Büromöbeln gehandelt.

## Bekannte Einwohner
- William Sherard (1659–1728), englischer Botaniker von 1703–1716